# 阮福晍
海東郡王阮福晍（越南语：／；1762年前？—1777年10月1日（景興三十八年九月十八）），阮朝追尊興祖孝康皇帝阮福㫻次子，嘉隆帝（阮福映）同母兄長。
阮福晍生母為孝康皇后阮氏環，授嘉三船隊長。景興三十五年（1775年），他跟隨定王阮福淳到嘉定征伐，兩年後（1777年）因西山賊軍隊攻至龍川（今金甌省）而遇害，無子。景興五十年（1789年），弟弟阮王阮福映追贈阮福晍為“特進、輔國上將軍、錦衣衛掌衛事、掌奇”，諡英毅。
嘉隆四年（1805年），嘉隆帝改贈封他“翊運明義宗臣、特進輔國上將軍、太師、國公”，改諡忠節，入太廟從祀。嘉隆十三年（1814年），加贈威公，入祀展親祠。
明命十二年（1831年），再追贈阮福晍“佐運宗臣、宗人府右宗正、海東郡王”，諡恭懿。紹治三年（1843年），紹治帝在安津社為他和通化郡王阮福晪、順安公阮福曦立祠；到嗣德三年（1850年）改稱親勳祠。